# Moustiers-Sainte-Marie (tổng)
Tổng Moustiers-Sainte-Marie là một tổng ở tỉnh Alpes-de-Haute-Provence trong vùng Provence-Alpes-Côte d'Azur.
Tổng này được tổ chức xung quanh Moustiers-Sainte-Marie ở quận Digne-les-Bains. Độ cao từ 471 m (La Palud-sur-Verdon) đến 1 920 m (La Palud-sur-Verdon) với độ cao trung bình là 801 m.

## Hành chính
| Giai đoạn | Ủy viên                | Đảng | Tư cách                        |
| --------- | ---------------------- | ---- | ------------------------------ |
| 2008-2014 | Michèle Bizot-Gastaldi | PCF  | Thị trưởng La Palud-sur-Verdon |
| 2001-2008 | Michèle Bizot-Gastaldi | PCF  | Thị trưởng La Palud-sur-Verdon |

## Các đơn vị hành chính
Tổng Moustiers-Sainte-Marie gồm 3 xã với dân số 1 073 người (điều tra năm 1999, dân số không tính trùng)
| Xã                     | Dân số | Mã bưu chính | Mã insee |
| ---------------------- | ------ | ------------ | -------- |
| Moustiers-Sainte-Marie | 625    | 04360        | 04135    |
| La Palud-sur-Verdon    | 297    | 04120        | 04144    |
| Saint-Jurs             | 151    | 04410        | 04184    |

## Thông tin nhân khẩu
| 1962                                                     | 1968 | 1975 | 1982 | 1990 | 1999  |
| -------------------------------------------------------- | ---- | ---- | ---- | ---- | ----- |
| 684                                                      | 792  | 840  | 862  | 944  | 1 073 |
| Nombre retenu à partir de 1962 : dân số không tính trùng |      |      |      |      |       |